# Doris Eisenriegler
Doris Eisenriegler (* 29. Oktober 1945 in Steyr) ist eine ehemalige oberösterreichische Landtagsabgeordnete der Grünen.

## Leben
Nach der Volksschule und der Unterstufe am Bundesrealgymnasium Wien 13 besuchte sie die HAK 1 der Fonds der Wiener Kaufmannschaft, die sie mit der Matura abschloss. Anschließend arbeitete sie als Sachbearbeiterin und von 1966 bis 1974 als Sekretärin am Soziologischen Institut der Universität Wien. Gleichzeitig studierte sie Volkswirtschaftslehre.
In der Zeit von 1985 bis 1997 war Frau Eisenriegler Gemeinderätin in Wilhering und arbeitete gleichzeitig von 1989 bis 1997 als Geschäftsführerin bzw. Wirtschaftsreferentin im Non-Profit-Bereich.
Mit 31. Oktober 1997 wurde sie für Die Grünen Oberösterreich in den Landtag gewählt. Am 23. Oktober 2003 wurde sie Dritte Präsidentin des Oberösterreichischen Landtages. Sie war Sprecherin in den Bereichen Frauen, Naturschutz, Tierschutz, Entwicklungspolitik, Frieden und Neutralität, Raumordnung sowie Altenpolitik. Doris Eisenriegler ist seit 2003 auch wieder Gemeinderätin und Fraktionsobfrau der Grünen in Wilhering. Sie war Mitglied im Ausschuss für Frauenangelegenheiten. Mit 22. Oktober 2009 schied sie aus dem Landtag aus.
Sie ist Mutter von zwei Töchtern und einem Sohn.